# Duitse voetbalbond
De DFB of de Deutscher Fußball-Bund is de Duitse nationale voetbalbond. De organisatie is statutair gevestigd te Frankfurt am Main.
De DFB werd in 1900 opgericht in Leipzig door zo'n 86 voetbalclubs en werd in 1904 lid van de FIFA.
Anno 2020 telde de bond 7.169.327 leden, verspreid over 24.481 verenigingen. Het aantal mannelijke leden bedroeg 6.042.558 en het aantal vrouwelijke leden bedroeg 1.126.769. Hiermee is de DFB de grootste sportbond ter wereld.
De DFB organiseert de competities Bundesliga, 2. Bundesliga, 3. Liga en het bekertoernooi. Ook de voormalige DFB Hallen Pokal werd georganiseerd door de DFB.
De DFB is ook verantwoordelijk voor het Duits voetbalelftal.

## Nationale ploegen
- Duits voetbalelftal
- Duits voetbalelftal (vrouwen)
- Duits voetbalelftal onder 21
- Duits voetbalelftal onder 17 (vrouwen)

## Aparte organisaties voor het Duitse profvoetbal
- DFL Deutsche Fußball Liga e. V. (tot 23 augustus 2016 geheten: Die Liga – Fußballverband e. V., kortweg: Ligaverband) is een organisatie in de vorm van een rechtspersoonlijkheid bezittende vereniging naar Duits recht, waar de profclubs uit de Bundesliga en de 2. Bundesliga lid van zijn. De vereniging werd op 18 december 2000 opgericht. Juridisch is de e.V. lid van de DFB. Ze houdt zich sedert 2001 bezig met het behartigen van de commerciële belangen van de aangesloten profclubs.  Onmiddellijk hierna richtte deze vereniging een besloten vennootschap naar Duits recht, een GmbH op, waarin zij het volledige geplaatste aandelenkapitaal ad € 1 miljoen verwierf. Dit is:
- DFL Deutsche Fußball Liga GmbH (gebruikelijke afkorting: DFL). Deze GmbH is, evenals de hierboven genoemde e.V., statutair gevestigd te Frankfurt am Main.

Ze houdt zich sedert 2001 bezig met het behartigen van de commerciële belangen van de aangesloten profclubs. De GmbH heeft weer een aantal dochterondernemingen, die delen van de taak der GmbH hebben overgenomen, met name op het gebied van:
- - licentie: het verlenen, beoordelen en eventueel intrekken van de licenties van een voetbalclub om profvoetbal te kunnen bedrijven, o.a. beoordeling aan het criterium van liquiditeit
  - uitzendrechten, met name naar de publieke omroep en die commerciële zenders, waar het publiek zonder extra abonnementskosten naar kan kijken, toe; de DFL kan ook zelf commerciële tv-zenders of streamingdiensten oprichten, die verslag doen van de wedstrijden.
  - in relatie tot het voorgaande: datums en aftrap-tijdstippen van wedstrijden, alsmede het in computers opslaan van deze data.
  - Liga Travel GmbH, een reisbureau dat in principe het monopolie heeft inzake reizen van en naar voetbalwedstrijden van de profclubs, voor zowel supporters als ook spelers, stafleden e.d. van de betrokken clubs, en ook voor journalisten, tv-ploegen e.d. die de wedstrijden willen verslaan.
  - het faciliteren van weddenschappen op het verloop en de uitslag van wedstrijden in, en op de eindstand van de profvoetbalcompetities, ook via buitenlandse, digitale gokbureaus
  - Sedert 2012 houdt de DFL (GmbH) zich ook bezig met E-sport, en wel met de Virtual Bundesliga, de Duitse tegenhanger van o.a. de Nederlandse  eDivisie.
  - Onder de GmbH ressorteert nog een stichting, DFL Stiftung genaamd, die allerlei sociale en charitatieve activiteiten van de aangesloten profclubs regelt.

De verdeling van rechten en plichten tussen de DFB en de DFL (e.V.) zijn geregeld in een overeenkomst met de naam Grundlagenvertrag.
De DFL heeft een apart, van de DFB afwijkend logo, waarop auteursrechten rusten, zodat het hier niet kan worden afgebeeld. Er komt het silhouet in voor van een voetballer, die met gestrekt been naar een bal trapt.
Vooralsnog houdt de DFL zich niet met het vrouwenvoetbal of met de nationale elftallen bezig.

## Ledenaantallen
Hieronder de ontwikkeling van het ledenaantal en het aantal verenigingen:
| Jaar (01.01) | Ledenaantallen | Ledenaantallen | Ledenaantallen | Verenigingen |
| Jaar (01.01) | Mannen         | Vrouwen        | Totaal         | Verenigingen |
| ------------ | -------------- | -------------- | -------------- | ------------ |
| 2020         | 6.042.558      | 1.126.769      | 7.169.327      | 24.481       |
| 2019         | 6.016.151      | 1.115.785      | 7.131.936      | 24.544       |
| 2018         | 5.984.003      | 1.106.104      | 7.090.107      | 24.742       |
| 2017         | 5.796.393      | 1.247.571      | 7.043.964      | 24.958       |
| 2016         | 5.857.817      | 1.111.647      | 6.969.464      | 25.075       |
| 2015         | 5.794.210      | 1.094.905      | 6.889.115      | 25.324       |
| 2014         | 5.761.652      | 1.090.240      | 6.851.892      | 25.513       |
| 2013         | 5.738.332      | 1.083.901      | 6.822.233      | 25.456       |
| 2012         | 5.722.913      | 1.077.215      | 6.800.128      | 25.641       |
| 2011         | 5.690.798      | 1.058.990      | 6.749.788      | 25.727       |
| 2010         | 5.706.260      | 1.050.302      | 6.756.562      | 25.703       |
| 2009         | 5.661.639      | 1.022.823      | 6.684.462      | 25.726       |
| 2008         | 5.561.372      | 1.002.605      | 6.563.977      |              |
| 2007         | 5.534.820      | 955.188        | 6.490.008      | 25.869       |
| 2006         | 5.448.584      | 902.494        | 6.351.078      | 25.805       |
| 2005         | 5.464.204      | 838.878        | 6.303.082      | 25.922       |
| 2004         | 5.415.584      | 857.220        | 6.272.804      | 26.010       |
| 2003         | 5.423.487      | 850.534        | 6.274.021      |              |
| 2002         | 5.418.180      | 846.317        | 6.264.497      |              |
| 2001         | 5.421.436      | 841.816        | 6.263.252      |              |